# Lenia Ruvalcaba
Lenia Fabiola Ruvalcaba Álvarez (Guadalajara, Jalisco, México - 23 de abril de 1986) es una deportista mexicana especializada en judo adaptado. Es medallista paralímpica en los Juegos Paralímpicos de Pekín 2008, y calificó como deportista convencional y paralímpica en los Juegos Panamericanos de 2011 y en los Juegos Parapanamericanos de 2011. También ganadora de medalla de oro en los Juegos Parapanamericanos de 2015. Formó parte de la delegación mexicana en los Juegos Paralímpicos de Río de Janeiro 2016 y obtuvo medalla de bronce en los Juegos Paralímpicos de Tokio 2020.
Tiene distintos padecimientos oculares que le provocan debilidad visual. A pesar de ello entrenó y practicó durante años yudo de manera convencional, ganando diversos campeonatos, pero no obtuvo apoyos suficientes por parte de los organismos deportivos de México. Desde 2004 su entrenador la convenció de ingresar a la modalidad adaptada y debido a que sus condiciones son consideradas mínima discapacidad puede competir en ambas modalidades. Ruvalcaba estudió la licenciatura en Cultura Física y Deportes en el Centro Universitario de Ciencias de la Salud y de la Universidad de Guadalajara.

## Carrera deportiva
En los Juegos Panamericanos de 2007 logró medalla de oro. Luego compitió en los Juegos Paralímpicos de Pekín 2008, logrando medalla de plata. Para la edición paralímpica de Londres 2012 la judoca consiguió cuarto lugar al ser vencida por Nikolett Szabo. En los Juegos Parapanamericanos de 2015 ganó medalla de oro en la categoría B3 de judo.
En los Juegos Paralímpicos de Río 2016 ganó una medalla de oro compartiendo el podio con las tres yudocas a las que venció en el tatami: Gulruh Rahimova de Uzbekistán (bronce), Naomi Soazo de Venezuela (Bronce) y Alana Martins Maldonado de Brasil (Plata).
Su último logro ha sido coronarse con el oro en el Grand Prix Mundial Judo IBSA Bakú 2019.

## Premios y reconocimientos
2008 - Premio Estatal del Deporte del Estado de Jalisco
2016 - Premio Estatal del Deporte del Estado de Jalisco
2016 - Premio Nacional del Deporte en la categoría de deporte paralímpico